# Trichonephila
Trichonephila — рід павуків із родини павуків-шовкопрядів (Nephilidae). Містить 12 видів.

## Таксономія
Таксон Trichonephila був запропонований у 1911 році як підрід роду Nephila. У 2019 році його статус підняли до рівня роду.

## Поширення
Рід поширений в Африці, Азії, Америці, Австралії та Океанії.

## Види
- Trichonephila antipodiana (Walckenaer, 1841)
- Trichonephila clavata (L. Koch, 1878)
- Trichonephila clavipes (Linnaeus, 1767)
- Trichonephila edulis (Labillardière, 1799)
- Trichonephila fenestrata (Thorell, 1859)
- Trichonephila inaurata (Walckenaer, 1841)
- Trichonephila komaci (Kuntner & Coddington, 2009)
- Trichonephila plumipes (Latreille, 1804)
- Trichonephila senegalensis (Walckenaer, 1841)
- Trichonephila sexpunctata (Giebel, 1867)
- Trichonephila sumptuosa (Gerstäcker, 1873)
- Trichonephila turneri (Blackwall, 1833)